# Santa Cecilia del Alcor
Santa Cecilia del Alcor – gmina w Hiszpanii, w prowincji Palencia, w Kastylii i León, o powierzchni 19,94 km². W 2011 roku gmina liczyła 132 mieszkańców.